# Doppelmayr/Garaventa-Gruppe

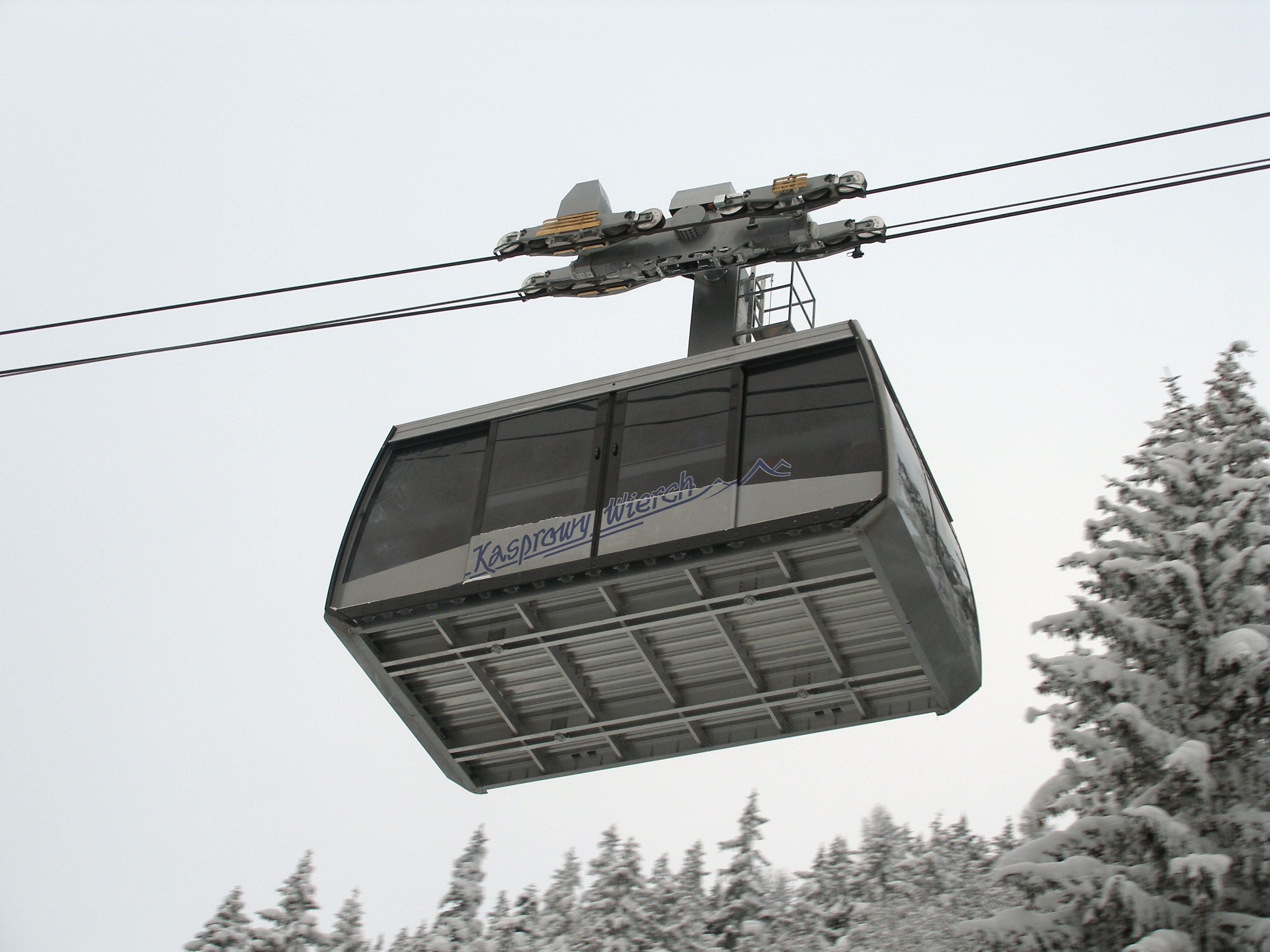
Wagonik Kolei Linowej Kasprowy Wierch, 2007

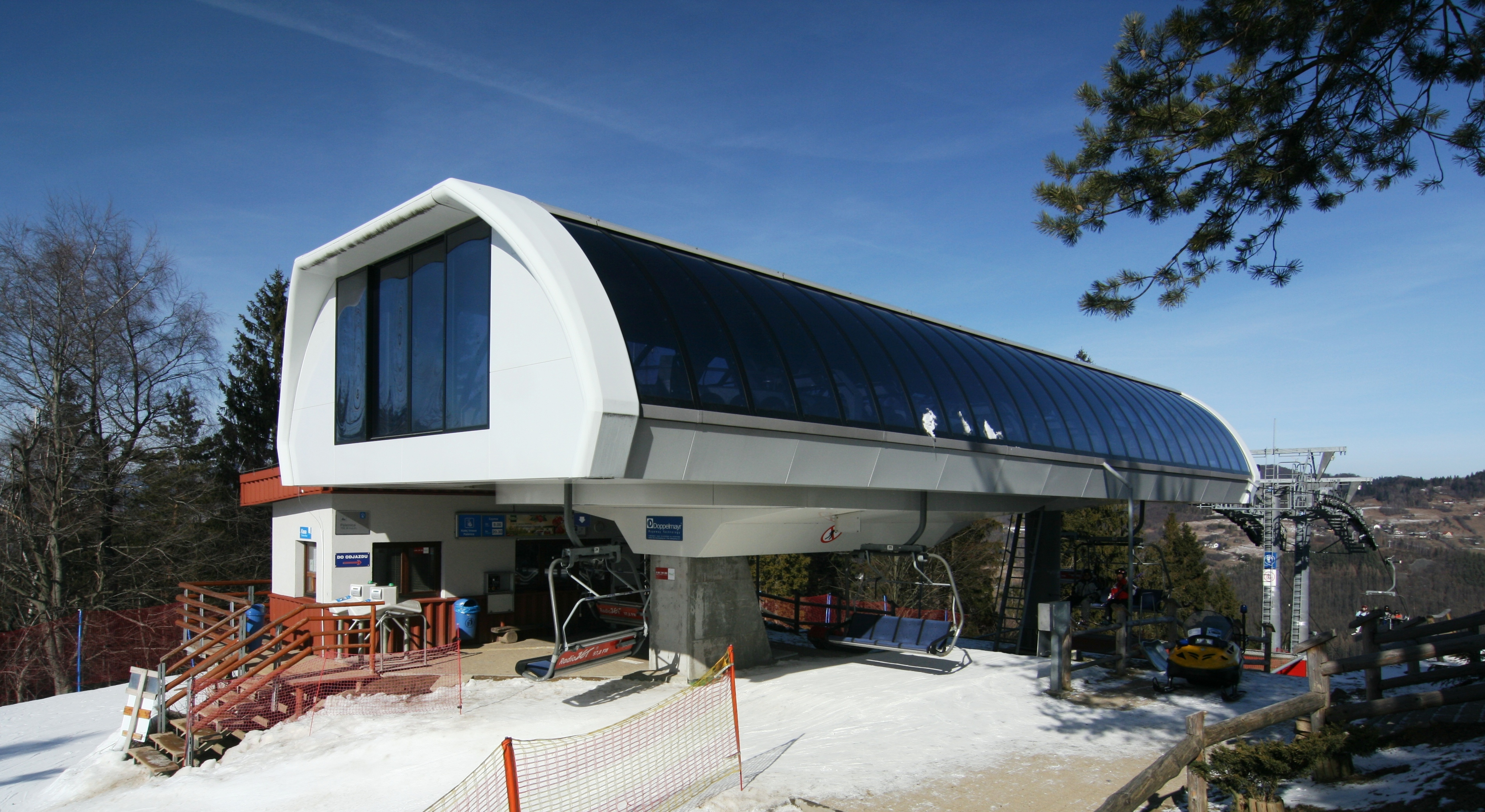
Górna stacja wyciągu krzesełkowego na Palenicę w Szczawnicy, 2011

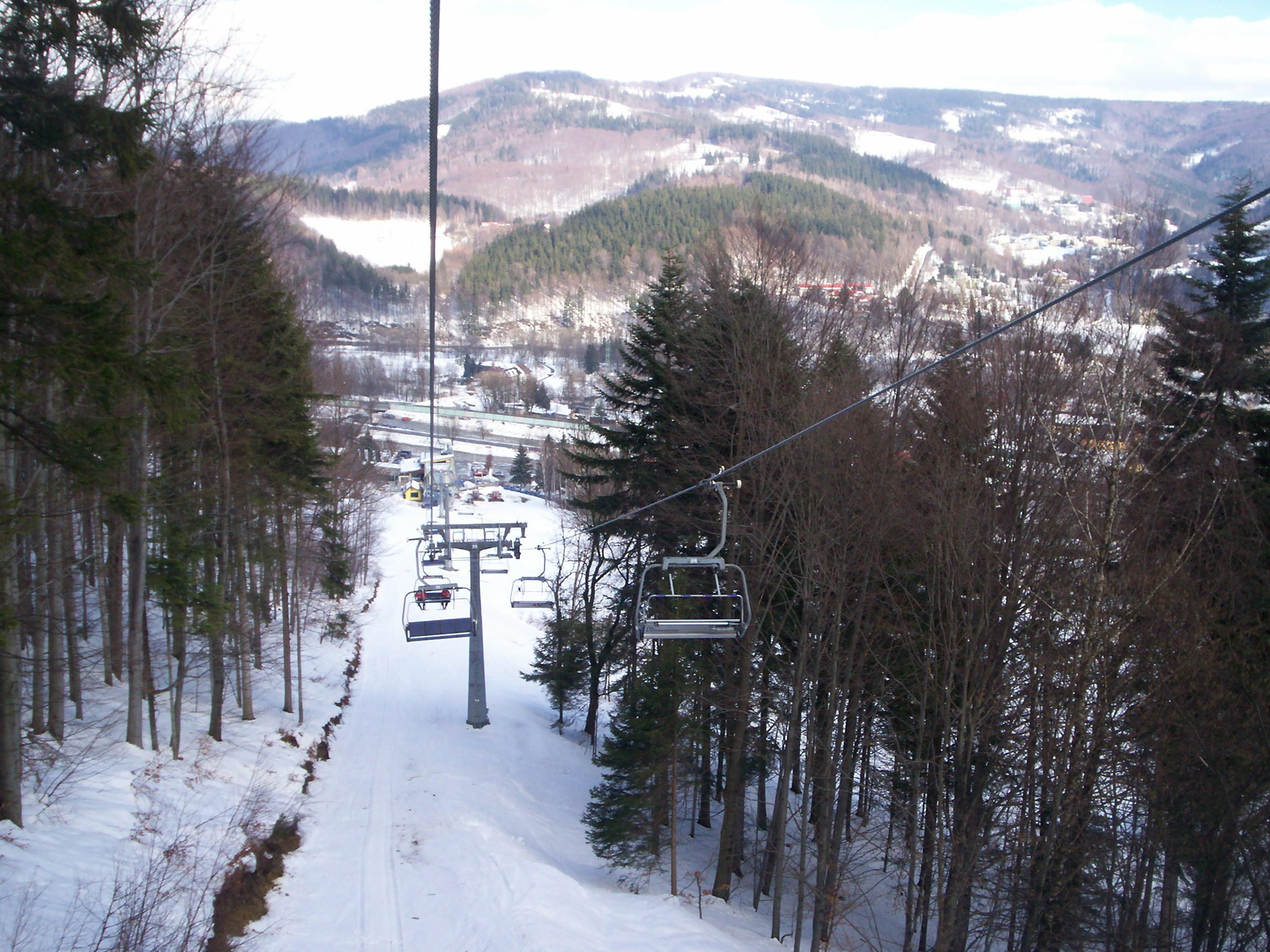
Ustroń, wyciąg krzesełkowy na Czantorię, 2009

Doppelmayr/Garaventa-Gruppe – austriacko-szwajcarskie przedsiębiorstwo, największa firma na świecie produkująca koleje linowe, koleje gondolowe, wyciągi krzesełkowe, inne systemy transportowe dla narciarzy, dla parków rozrywki, jak również systemy do transportu ludzi na lotniskach, itp.
Dotychczas Doppelmayr i Garaventa wybudowały ponad 14 200 kolei/wyciągów w 86 krajach, z tego 126 w roku 2010/11. Firma ma przedstawicielstwa w 33 krajach, w tym w Polsce (Doppelmayr Polska Sp. z o.o. w Bielsku-Białej).

## Historia
Firma Doppelmayr została utworzona w Wolfurcie, w Austrii w 1892 roku przez Konrada Doppelmayra. Artur Doppelmayr, syn założyciela, przejął firmę w 1967 roku. W 1996 roku holding, do którego należy Doppelmayr, przejął firmę Von Roll, szwajcarskiego producenta gondoli i kolei linowych. W 2002 roku Doppelmayr przejął CWA, szwajcarskiego producenta gondoli i kabin kolejek linowych.
Pierwsze wyciągi wyprodukowane przez szwajcarską Garaventę pojawiły się w 1928 roku.
Połączenie firm Doppelmayr i Garaventa zapowiedziano w 2001 roku, a transakcja została sfinalizowana w 2002 roku.
W kwietniu 2011 roku firma wygrała przetarg na wybudowanie londyńskiej kolejki linowej w poprzek Tamizy.

## Instalacje Doppelmayr w Polsce
Urządzenia i wyciągi firmy Doppelmayr pracują m.in. w ośrodkach narciarskich (w nawiasach podano rok uruchomienia oraz ew. typ urządzenia):
- 4-osobowy wyciąg krzesełkowy wzdłuż Trasy Gąsienicowej w ośrodku narciarskim Kasprowy Wierch (2000)
- 6-osobowy wyciąg krzesełkowy w Stacji Narciarskiej Polana Szymoszkowa w Zakopanem (2000, wyprzęgany, z osłoną krzeseł)
- 4-osobowy wyciąg krzesełkowy w Ośrodku Narciarskim Kotelnica Białczańska w Białce Tatrzańskiej (2003)
- 4-osobowy wyciąg krzesełkowy w Ośrodku Sportu i Rekreacji Góra Kamieńsk koło Bełchatowa (2004)
- 4-osobowy wyciag krzesełkowy w Stacji Narciarskiej Małe Ciche (2004)
- 6-osobowy wyciąg krzesełkowy w Ośrodku Narciarskim Kotelnica Białczańska w Białce Tatrzańskiej (2005, wyprzęgany)
- 4-osobowy wyciąg krzesełkowy na Palenicę w Stacji Narciarskiej Palenica w Szczawnicy (2005, wyprzęgany)
- 4-osobowy wyciąg krzesełkowy w Ośrodku Narciarsko-Rekreacyjnym Ryterski Raj w Rytrze (2005)
- 4-osobowy wyciąg krzesełkowy w Stacji Narciarskiej Zarabie Sport w Myślenicach (2005)
- 4-osobowy wyciąg krzesełkowy w Stacji Narciarskiej Winterpol w Zieleńcu (2005)
- 4-osobowy wyciąg krzesełkowy Kolei Linowej Czantoria w Ustroniu (2006, wyprzęgany)
- 4-osobowy wyciąg krzesełkowy w Stacji Narciarskiej Witów-Ski w Witowie (2006)
- 4-osobowy wyciąg krzesełkowy w ośrodku Wyciągi Narciarskie Bania w Białce Tatrzańskiej (2006)
- wagony kolei linowej Kasprowy Wierch w ośrodku narciarskim Kasprowy Wierch (dostarczone przez Doppelmayr Seilbahnen AG) (2007)
- 4-osobowy wyciąg krzesełkowy w Ośrodku Narciarskim Kotelnica Białczańska w Białce Tatrzańskiej (2007)
- 4-osobowy wyciąg krzesełkowy w Stacji Narciarskiej Limanowa-Ski (2007)
- 8-osobowa kolej gondolowa w Ośrodku Ski & Sun Świeradów-Zdrój (2008)
- 4-osobowy wyciąg krzesełkowy w Bazie Turystyczno-Wypoczynkowej „Gryglówka” w Zieleńcu (2008)
- 6-osobowy wyciąg krzesełkowy w Stacji Narciarskiej Winterpol w Zieleńcu (2008, wyprzęgany, z osłoną krzeseł, systemem nadzoru położenia liny i podgrzewanymi siedzeniami)
- 4-osobowy wyciąg krzesełkowy w Ośrodku Narciarskim Nowa Osada w Wiśle (2009)
- 4-osobowy wyciąg krzesełkowy w Stacji Narciarskiej Rusiń-ski w Bukowinie Tatrzańskiej (2009) produkcji firmy Von Roll, obecnie w grupie Doppelmayr Garaventa
- 6-osobowy wyciąg krzesełkowy Karkonosze Express w ośrodku SkiArena Szrenica (2010, wyprzęgany)
- 4-osobowy wyciąg krzesełkowy w Stacji Narciarskiej Grapa-Litwinka w Czarnej Górze (gmina Bukowina Tatrzańska) (2011)
- 6-osobowy wyciąg krzesełkowy w Stacji Narciarskiej Biały Jar w Karpaczu (2011, wyprzęgany, z osłoną krzeseł, systemem nadzoru położenia liny i podgrzewanymi siedzeniami)
- Polinka we Wrocławiu (2013)
- 6-osobowy wyciąg krzesełkowy w Ośrodku Narciarskim Kotelnica Białczańska w Białce Tatrzańskiej – Jankulakowski Wierch (2014, wyprzęgany, z osłoną krzeseł i podgrzewanymi siedzeniami oraz automatycznym otwieraniem, zamykaniem i blokowaniem pałąka krzesła i regulowaną i dostosowaną do wzrostu narciarza wysokością wsiadania)
- 4-osobowy wyciąg krzesełkowy w Ski Centrum Czarny Groń w Rzykach (2015)

oraz wyciągi orczykowe w Arłamowie (1997), ośrodku Długa Polana w Nowym Targu i w Zieleńcu (2006).